# Милов, Сесилия
Сесилия Милов (швед. Emma Cecilia Milow, 8 марта 1856 — 7 мая 1946) — шведская писательница, переводчица, просветительница и суфражистка.

## Биография
Эмма Сесилия Милов родилась в Гётеборге в 1856 г. Она была младшей из трёх дочерей Юхана Фредрика Милова и Мари Линдгрен. Её мать имела английско-шведское происхождение, родилась в Лондоне, была писательницей и переводчицей.
Сесилия посвятила свою жизнь образованию, основав в Шёвде школу для девочек (1887—1902 гг.) при поддержке богатого мецената Оскара Экмана. По его рекомендации Сесилия продолжила своё обучение в Великобритании и Германии. Будучи преподавательницей английского языка, она в Лондоне получила высшее образование по истории в 1894 г., а затем — по английскому языку и литературе в школе Джорджа Бёрча в Оксфорде в 1898 г. Благодаря финансовой поддержке Оскара Экмана Сесилия имела возможность получать учебные отпуска: в Великобритании она занималась детьми и социальными проблемами промышленных городков и посёлков, в США изучала социальную работу среди рабочих в промышленных районах в нескольких штатах. Особенно она была впечатлена двумя клубами для мальчиков, основанными богатыми предпринимателями Корнелиусом Лодером в Нью-Йорке и шотландцем Томасом Чью в Фолл-Ривере.
По возвращении в Швецию Сесилия Милов посвятила свою жизнь социальной работе. В 1904 г. в Кунгсхольмене (Стокгольм) она открыла клуб для молодёжи, который работал до 1922 г. После встречи в Шотландии с Робертом Баден-Пауэллом Сесилия организовала в Швеции отряд бойскаутов — один из первых в мире.
Кроме работы с молодёжью Сесилия также приняла участие в движении за женское равноправие и в 1906 г. основала политическую Шведскую народную ассоциацию. Она вошла в число членов совета Центрального комитета и была членом рабочей группы организации Svensk Folkviljan («Шведская народная воля»), боровшейся за женское равноправие и избирательные права. В период 1922—1930 гг. Сесилия работала редактором журнала Medborgarinnan , публиковала статьи по вопросам детей и молодёжи.
За большой вклад в шведскую культуру и социальную работу король Густав VI в 1916 г. наградил Сесилию медалью Иллис кворум. Деятельность Сесилии была описана в работе Л. Вальстрём Cecilia Milow och hennes Kungsholmspojkar («Сесилия Милов и её кунгхольмские мальчики», 1926).
Сесилия умерла в Стокгольме в 1946 г. и была похоронена на кладбище в Шёвде.